# Trg Šperun
Trg Šperun je trg u splitskom kvartu Velom Varošu i jedini je trg u tom starom splitskom kvartu. Ime je dobio po zapadnome polubastionu što je s jugozapada zatvarao obrambeni bedem izgrađen sredinom 17. stoljeća. Toponima je izveden iz venecijanizma “sperone”, što u pomorskoj terminologiji znači kljun broda.
Šperun je do pred kraj 2019. bio zapušten, u funkciji divljeg parkinga za dvadesetak vozila, kada je preuređen, da bi danas bio popločana pjaceta u retro stilu prema projektu Ede i Duje Šegvića. Posađene su murve i koštele, za hlad na novopostavljenih 8 kamenih klupa, a dodana je i fontana (po uzoru na onu postavljenu 1880.) i javna rasvjeta (pet ferala s istočne strane i dva kandelabra).
Trg ima površinu od 824 m2 i u cijelosti je pješačka zona, pogodna za razne javne događaje.